# ガルボ (デュオ)
ガルボ（GARBO）は、エリザベト音楽大学出身のピアニスト長沼靖子とヴィオラ奏者の沖西慶子により、2005年に広島で結成されたデュオ。
全国への出張演奏をはじめ、長崎原爆ホームや国立長崎原爆死没者追悼平和祈念館での演奏などを行うと共に定期コンサート「魅惑の映画音楽」を広島市で開催している。
映画音楽を得意とするが、シャンソン、タンゴ、ラテン、童謡、唱歌、クラシックなど幅広いレパートリーを持つ。

## 名前の由来
ガルボの名前は、サイレント映画の時代から1940年代まで「神聖ガルボ帝国」の呼び名で君臨した女優グレタ・ガルボに由来する。

### メンバー
- 長沼靖子（ながぬま やすこ） ピアノ
  - 広島県廿日市市宮島出身。エリザベト音楽大学卒業、同大学チェロ研究科修了。2歳半よりピアノを始める。
  - 中学時代に厳島神社で雅楽を習い、横笛の竜笛で越天楽を演奏。
  - チェロを馬場省一に師事。
  - 第7回 田辺・弁慶映画祭審査員。
  - タウン誌で映画音楽コラムを3年間連載。
  - ガルボの演奏する曲は、全て長沼が編曲している。
- 沖西慶子（おきにし けいこ） ヴィオラ
  - 山口県徳山市生まれ。徳島県徳島市出身。エリザベト音楽大学卒業、同大学研究科修了。
  - 徳島県立城東高等学校在学中に、徳島県音楽コンクール最優秀賞と優秀賞を2年連続で受賞。
  - 全四国音楽コンクール第3位（1位なし）。高校在学中にイ・ムジチ合奏団のウート・ウーギと協演。
  - エリザベト音楽大学在学中は、同大学オーケストラで首席ヴィオラ奏者を務める。
  - 2006年、広島アカデミー合奏団解散公演までの18年間、同合奏団のメンバーとして出演。
  - 現在、NHK文化センターのヴァイオリン・ヴィオラ講師。弦楽アンサンブル講座講師。
  - 長崎出身で被爆者である母を持つ被爆二世。NHK広島放送局の特集「被爆70年」で紹介された。
  - 広島市被爆体験伝承者、長崎市家族証言者。全国で唯一の広島・長崎両市の兼任伝承者である。
  - 派遣で全国各地を訪れ、音楽を使った講話を行っている。2021年に英BBCラジオのドキュメンタリーで放送された。

## 主な活動
魅惑の映画音楽
ガルボが2005年より定期的に開催しているコンサート。
古今東西の名画の映画音楽を、長沼靖子がピアノとヴィオラのアンサンブル用に編曲し演奏するコンサートであり、2023年3月現在、通算72回を数える。
映画そのものの背景が分からないと映画音楽の意味も理解しにくいため、演奏とあわせて、映画にまつわる主役、監督、作曲家についてのトークを織り交ぜながら進めるスタイルに特徴がある。
その他、映画館での「シネマコンサート」やテレビ局の文化大学での一般教養講座、「植物公園野外」「福山ばら祭」「ひろしまフラワーフェスティバル」など、全国の公共施設での演奏も数多く行っている。
また、「長崎原爆養護ホーム」や「原爆ドーム前」、「平和公園「水辺のコンサート」、「被爆ピアノ」全国各地の老人ホームや病院内でのコンサート、「マタニティ」、学校での「子供たちのための音楽教室」。
「東日本大震災」「重要文化財　世界平和記念聖堂補修・保存のため」、「広島土砂災害支援」「五島を世界遺産の島に！」「郡山市災害支援」等の各種チャリティーコンサート。
国立長崎原爆死没者追悼平和祈念館での「追悼」「長崎と広島を結ぶ」 「平和の灯」などの各種コンサート、平和や生命、癒しに関する活動や支援活動にも積極的に取り組んでいる。
NHK広島放送局さんの特集「被爆70年」で紹介された。
2021年 台湾HTC社 VR「猫美術館 CAT ART」で作曲(長沼靖子)・演奏(ガルボ)

2022年3月30日 ティートックレコーズからデビューアルバム「So in love」リリース。

## 公式サイト
- ガルボ公式ホームページ
- ガルボ公式動画サイト（YouTube)